# Kranäset
Kranäset (en: Kra Isthmus eller Isthmus of Kra) är ett näs i Myanmar och Thailand, i bägge ländernas södra delar. 